# 2008年当雄地震
2008年当雄地震发生于北京时间2008年10月6日16时30分，震中位于中国西藏自治区拉萨市当雄县（北纬29.8度，东经90.3度），地震规模为里氏6.6级，震源深度8公里。截止至10月7日7时，当雄地震已造成9人死亡，19人受伤，受伤者被送往拉萨的医院治疗。